# Boy-Boy Mosia
Boy-Boy Mosia (Pretoria, 1 juli 1985 - Epumalanga, 23 juli 2016) was een Zuid-Afrikaans voetballer.

## Carrière
Mosia's laatste club was Mpumalanga Black Aces, waar hij speelde sinds eind 2008. Daarvoor speelde hij al voor KVC Westerlo en Dessel op leenbasis van de Engelse topclub Chelsea FC. In 2006 vertrok hij definitief naar België om er te gaan voetballen bij OH Leuven. In 2008 werd zijn contract er ontbonden en eind 2008 keerde hij terug naar Zuid-Afrika. Mosia was een aanvaller. In het seizoen 2005/2006 was Mosia met zijn 155 cm de kleinste voetballer in de Belgische eerste klasse.
In 2008 tekende hij een contract voor een half jaar met de Zuid-Afrikaanse ploeg Mpumalanga BLACK ACES, maar hij heeft dat contract nooit uitgediend, omdat hij vond dat dit team een gebrek aan professionaliteit vertoonde.
In juli 2016 overleed Mosia plotseling op 31-jarige leeftijd in zijn geboorteland.

## Statistieken

### Competitie
| Seizoen    | Club                | Land   | Competitie     | Wed. | Basis | Doelp. |
| ---------- | ------------------- | ------ | -------------- | ---- | ----- | ------ |
| 2004/05    | KVC Westerlo        | België | Jupiler League | 1    | 0     | 0      |
| 2005/06    | KVC Westerlo        | België | Jupiler League | 9    | 0     | 0      |
| 2006/07    | Oud-Heverlee Leuven | België | Tweede klasse  | 30   | 23    | 6      |
| 2007/08    | Oud-Heverlee Leuven | België | Tweede klasse  | 2    | 1     | 0      |
| Bijgewerkt | 02-09-07            |        |                |      |       |        |

### Beker
| Seizoen    | Club                | Land   | Competitie       | Wed. | Basis | Doelp. |
| ---------- | ------------------- | ------ | ---------------- | ---- | ----- | ------ |
| 2007/08    | Oud-Heverlee Leuven | België | Beker van België | 0    | 0     | 0      |
| Bijgewerkt | 16-08-07            |        |                  |      |       |        |